# Rodolfo Cota
Rodolfo Cota Robles (ur. 3 lipca 1987 w Mazatlán) – meksykański piłkarz występujący na pozycji bramkarza, reprezentant Meksyku, od 2024 roku zawodnik Amériki.

## Kariera klubowa
Cota jest wychowankiem akademii juniorskiej klubu CF Pachuca, do którego pierwszej drużyny został włączony jako dwudziestolatek przez szkoleniowca Enrique Mezę. W meksykańskiej Primera División zadebiutował 21 września 2007 w przegranym 0:3 spotkaniu z Veracruz, podczas którego w 27. minucie zastąpił w bramce ukaranego czerwoną kartką Humberto Hernándeza, a później obronił rzut karny wykonywany przez Héctora Mancillę. Przez kolejne kilka lat był członkiem prowadzonej przez Mezę najlepszej drużyny w historii klubu, jednak pełnił wyłącznie rolę rezerwowego dla legendarnego bramkarza Miguela Calero, zastępując go wyłącznie podczas chwilowych niedyspozycji. W 2007 roku zdobył z Pachucą najbardziej prestiżowe trofeum północnoamerykańskiego kontynentu – Puchar Mistrzów CONCACAF, a także triumfował w rozgrywkach SuperLigi i zajął drugie miejsce w superpucharze Ameryki Południowej – Recopa Sudamericana. Wziął również udział w Klubowych Mistrzostwach Świata, podczas których jego ekipa zajęła jednak dopiero siódme miejsce.
W 2008 roku Cota drugi raz z rzędu triumfował w północnoamerykańskim Pucharze Mistrzów oraz znów wystąpił na Klubowych Mistrzostwach Świata – tym razem Pachuca zajęła czwartą lokatę. W sezonie Clausura 2009 wywalczył z prowadzonym przez Mezę zespołem wicemistrzostwo kraju, a w tym samym roku zajął również drugie miejsce w rozgrywkach kwalifikacyjnych do Copa Libertadores – InterLidze. W 2010 roku trzeci raz w karierze wygrał Ligę Mistrzów CONCACAF oraz, również po raz trzeci, wziął udział w Klubowych Mistrzostwach Świata, zajmując wówczas piąte miejsce. Mimo zdobycia czterech trofeów z Pachucą jego pozycja wciąż nie ulegała zmianie – przez niemal pięć lat nie potrafił sobie wywalczyć miejsca między słupkami, będąc wyłącznie alternatywą dla doświadczonego Miguela Calero i w najlepszym razie pełniąc rolę drugiego golkipera.
Podstawowym bramkarzem Pachuki Cota został dopiero w styczniu 2012, po zakończeniu kariery przez Calero. Pozycję pierwszego golkipera utrzymał jednak tylko przez półtora roku, po czym został relegowany na ławkę rezerwowych na rzecz nowego nabytku zespołu – starszego o czternaście lat Óscara Péreza. W wiosennym sezonie Clausura 2014 zdobył ze swoją ekipą tytuł wicemistrza kraju, nie notując jednak wówczas żadnego występu, po czym w ramach rozliczenia za transfer Jorge Villalpando został wypożyczony na rok do niżej notowanego zespołu Puebla FC. Tam od razu wywalczył sobie miejsce w pierwszym składzie i w jesiennym sezonie Apertura 2014 dotarł do finału krajowego pucharu – Copa MX. Pół roku później, w sezonie Clausura 2015, zdobył natomiast z Pueblą to trofeum.
Latem 2015 Cota udał się na wypożyczenie do klubu Chivas de Guadalajara, z którym w sezonie Apertura 2015 po raz drugi z rzędu wywalczył puchar Meksyku. Przez pierwsze sześć miesięcy pełnił rolę rezerwowego dla José Antonio Rodrígueza, lecz wraz z nowym rokiem wygrał z nim rywalizację o miejsce między słupkami. Za sprawą jego udanej gry zarząd Chivas zdecydował się przedłużyć wypożyczenie gracza. W 2016 roku wygrał z ekipą Matíasa Almeydy superpuchar Meksyku – Supercopa MX.
| Sezon     | Klub                  | Kraj   | Rozgrywki | Mecze | Bramki |
| --------- | --------------------- | ------ | --------- | ----- | ------ |
| 2007/2008 | CF Pachuca            | Meksyk | Liga MX   | 7     | 0      |
| 2008/2009 | CF Pachuca            | Meksyk | Liga MX   | 1     | 0      |
| 2009/2010 | CF Pachuca            | Meksyk | Liga MX   | 4     | 0      |
| 2010/2011 | CF Pachuca            | Meksyk | Liga MX   | 8     | 0      |
| 2011/2012 | CF Pachuca            | Meksyk | Liga MX   | 21    | 0      |
| 2012/2013 | CF Pachuca            | Meksyk | Liga MX   | 34    | 0      |
| 2013/2014 | CF Pachuca            | Meksyk | Liga MX   | 1     | 0      |
| 2014/2015 | Puebla FC             | Meksyk | Liga MX   | 31    | 0      |
| 2015/2016 | Chivas de Guadalajara | Meksyk | Liga MX   | 15    | 0      |
| 2016/2017 | Chivas de Guadalajara | Meksyk | Liga MX   |       |        |

## Kariera reprezentacyjna
W 2007 roku Cota został powołany przez szkoleniowca Jesúsa Ramíreza do reprezentacji Meksyku U-20 na Mistrzostwa Ameryki Północnej U-20. Tam pełnił rolę rezerwowego bramkarza dla swojego kolegi klubowego Alfonso Blanco i rozegrał jedno z trzech możliwych spotkań, zaś jego kadra, pełniąca wówczas rolę współgospodarza turnieju, z bilansem dwóch zwycięstw i remisu zajęła wówczas pierwsze miejsce w swojej grupie. Kilka miesięcy później znalazł się w składzie na Mistrzostwa Świata U-20 w Kanadzie, gdzie również nie potrafił wygrać rywalizacji o miejsce między słupkami z Blanco – wystąpił wówczas tylko w jednym z pięciu meczów, przepuszczając jednego gola. Meksykanie, posiadający wówczas w składzie graczy takich jak Giovani dos Santos, Carlos Vela czy Javier Hernández odpadli wówczas z młodzieżowego mundialu w ćwierćfinale, przegrywając z Argentyną (0:1).